# John le Carré
David John Moore Cornwell, más conocido por su seudónimo John le Carré (Poole, 19 de octubre de 1931-Cornualles, 12 de diciembre de 2020), fue un novelista británico especializado en relatos de suspense y espionaje ambientados en la época de la Guerra Fría.

## Biografía
Estudió en las universidades de Berna y Oxford y fue profesor en el colegio de Eton entre 1956 y 1958. Perteneció al cuerpo diplomático británico entre 1960 y 1964.
El final de la Guerra fría lo llevó a modernizar sus temas e introducir aquellos elementos que conforman la compleja realidad internacional de nuestra época: terrorismo islámico, problemática causada por el desmembramiento de la Unión Soviética, política de Estados Unidos en Panamá y manejos de las industrias farmacéuticas, entre otros. Sus personajes, entre los que el más conocido es probablemente el agente Smiley, son complejos y turbios.
Una parte importante de sus novelas ha sido llevada al cine y todas se han traducido a numerosos idiomas.
John le Carré no admitía ningún tipo de premio literario ni títulos ni distinciones y los rechazó en numerosas ocasiones. A pesar de todo, algunas instituciones persistieron en premiarle, como el Instituto Goethe, que le otorgó en 2011 la Medalla Goethe.
En una entrevista de octubre de 2019 con el suplemento dominical XL Semanal reveló, coincidiendo con la publicación de Un hombre decente, que le habían diagnosticado cáncer en la Navidad de 2018.
Falleció el 12 de diciembre de 2020 a los ochenta y nueve años.

## Obra

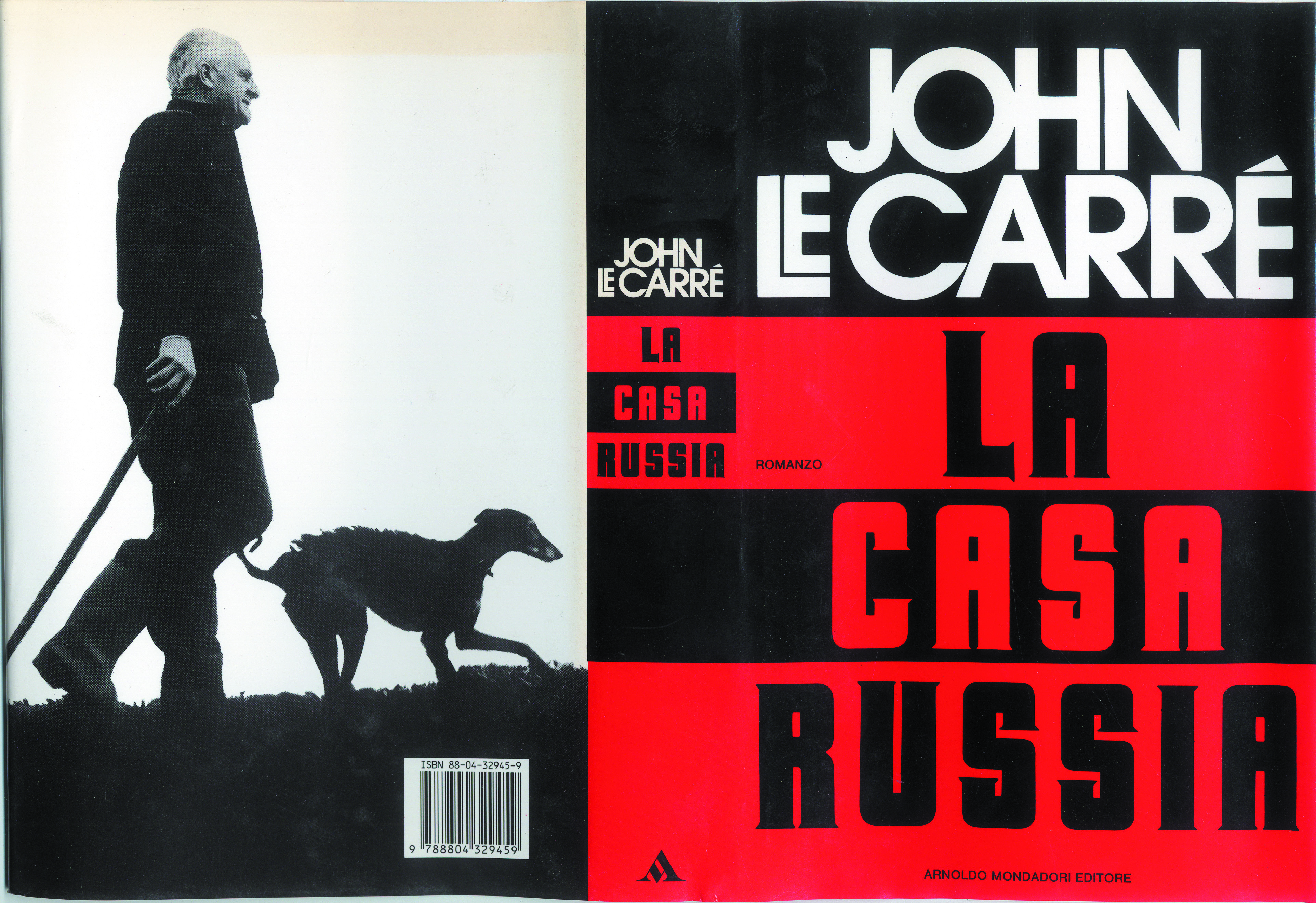
Portada de la edición italiana de La casa Rusia, Mondadori, 1989.

### Novelas

#### George Smiley y novelas relacionadas
1. Llamada para el muerto (Call for the Dead, 1961).
2. Asesinato de calidad (A Murder of Quality, 1962).
3. El espía que surgió del frío (The Spy Who Came in from the Cold, 1963).
4. El espejo de los espías (The Looking Glass War, 1965).
5. El topo (Tinker, Tailor, Soldier, Spy, 1974).
6. El honorable colegial (The Honourable Schoolboy, 1977).
7. La gente de Smiley (Smiley's People, 1979).
8. El peregrino secreto (The Secret Pilgrim, 1990).
9. El legado de los espías (A Legacy of Spies, 2017).

#### Autobiográficas
- El amante ingenuo y sentimental (The Naïve and Sentimental Lover, 1971).
- Un espía perfecto (A Perfect Spy, 1986).

#### Independientes
- Una pequeña ciudad de Alemania (A Small Town in Germany, 1968).
- La chica del tambor (The Little Drummer Girl, 1983).
- La casa Rusia (The Russia House, 1989).
- El infiltrado (The Night Manager, 1993).
- Nuestro juego (Our Game, 1995).
- El sastre de Panamá (The Tailor of Panama, 1996).
- Single & Single (Single & Single, 1999).
- El jardinero fiel (The Constant Gardener, 2001).
- Amigos absolutos (Absolute Friends, 2003).
- La canción de los misioneros (The Mission Song, 2006).
- El hombre más buscado (A Most Wanted Man, 2008).
- Un traidor como los nuestros (Our Kind of Traitor, 2010).
- Una verdad delicada (A Delicate Truth, 2013).
- Un hombre decente (Agent Running In The Field, 2019).
- Proyecto Silverview (Silverview, 2021).

### Historias cortas
- «Dare I Weep, Dare I Mourn?», publicado por Saturday Evening Post el 28 de enero de 1967.
- «What Ritual is Being Observed Tonight?», publicado por Saturday Evening Post el 2 de noviembre de 1968.
- «The Writer and the Horse», publicado por The Savile Club Centenary Magazine y más tarde por The Argosy en 1968.
- «The King Who Never Spoke», publicado por Ox-Tales: Fire el 2 de julio de 2009.

### No ficción
- ¿El traidor del siglo? (The Good Soldier, en el recopilatorio Granta 35: The Unbearable Peace, 1991).
- The United States Has Gone Mad (en el recopilatorio Not One More Death, 2003).
- Afterword, ensayo sobre Kim Philby (epílogo de Ben Macintyre: A Spy Among Friends, 2014).
- Volar en círculos (The Pigeon Tunnel: Stories from My Life, 2016), autobiografía.

### Guiones cinematográficos
- End of the Line (1970).
- Asesinato de calidad (1991).
- El sastre de Panamá (2001), con John Boorman y Andrew Davies.

## Adaptaciones

### En cine
- El espía que surgió del frío (The Spy Who Came in from the Cold), dirigida por Martin Ritt en 1965, con Richard Burton.
- Llamada para el muerto (The Deadly Affair, adaptación de Call for the Dead), dirigida por Sidney Lumet en 1966, con James Mason.
- El espejo de los espías (The Looking Glass War), dirigida por Frank Pierson en 1969, con Anthony Hopkins.
- La chica del tambor (The Little Drummer Girl), dirigida por George Roy Hill en 1984, con Diane Keaton.
- La casa Rusia (The Russia House), dirigida por Fred Schepisi en 1990, con Sean Connery.
- El sastre de Panamá (The Tailor of Panama), dirigida por John Boorman en 2001, con Geoffrey Rush y  Pierce Brosnan.
- El jardinero fiel (The Constant Gardener), dirigida por Fernando Meirelles en 2005, con Ralph Fiennes.
- El topo (Tinker Tailor Soldier Spy), dirigida por Tomas Alfredson en 2011, con Gary Oldman.
- El hombre más buscado (A Most Wanted Man), dirigida por Anton Corbijn en 2014, con Philip Seymour Hoffman.
- Un traidor como los nuestros (Our Kind of Traitor), dirigida por Susanna White en 2016, con Ewan McGregor.

### En televisión
- El topo (Tinker Tailor Soldier Spy), adaptada por la BBC en 1979, con Alec Guinness.
- La gente de Smiley (Smiley's People), adaptada por la BBC en 1981, con Alec Guinness.
- Un espía perfecto (A Perfect Spy), adaptada por la BBC en 1987, con Peter Egan.
- Asesinato de calidad (A Murder of Quality), adaptada por Thames Television y dirigida por Gavin Millar en 1991, con Denholm Elliott.
- El infiltrado (The Night Manager), adaptada por BBC en 2016, con Tom Hiddleston y Hugh Laurie.

## Premios y distinciones
- 1963. Gold Dagger de la CWA (Asociación Británica de Escritores de Crimen) por El espía que surgió del frío.[7]
- 1964. Premio Somerset Maugham por El espía que surgió del frío.[8]
- 1965. Premio Edgar a la Mejor Novela por El espía que surgió del frío.[9]
- 1977. Gold Dagger de la CWA por The Honourable Schoolboy.[7]
- 1977. Premio James Tait Black por The Honourable Schoolboy.[10]
- 1983. Japan Adventure Fiction Association Prize por La chica del tambor.[11]
- 1984. Premio Edgar Grand Master por su carrera.[12]
- 1986. Martin Beck Award por Un espía perfecto.[13]
- 1988. Diamon Dagger por su carrera.[14]
- 1990. Doctor honoris causa de Letras por la Universidad de Exeter.[15]
- 1990. Premio Peggy V. Helmerich por su carrera.[16]
- 2005. Premio Dagger of Daggers por El espía que surgió del frío.[17]
- 2008. Doctor honoris causa de la Universidad de Berna.[18]
- 2011. Medalla Goethe del Goethe-Institut por su carrera.[5]
- 2012. Doctor honoris causa por la Universidad de Oxford.[19]
- 2018. Deutscher Krimi Press International por A Legacy of Spies.[20] [notas 1]
- 2019. Premio Olof Palme por su carrera.[21]